# Tati, tobě přeskočilo
Tati, tobě přeskočilo (anglicky Papa you are Crazy) je novela od amerického spisovatele Williama Saroyana z roku 1957.
Kniha je napsána tak, jako by ji vyprávěl autorův syn Aram, jenž se však v ději jmenuje Petr. Sestává z řady krátkých kapitol; každá z nich nese jednoslovný název a kromě příběhu většina z nich pojednává o obecných otázkách lidských vztahů a života. Novela má optimistické vyznění.

## Děj
Děj začíná v den oslavy chlapcových desátých narozenin, ke kterým dostane od otce - spisovatele novou knihu. Současně se loučí se svojí matkou a sestrou, protože jeho rodiče se rozvedli a on bude nadále žít se svým otcem. Poté se stěhují do jeho domu u moře v kalifornském pobřežním městě Malibu.
Zpočátku se zdržují hlavně okolo domu, protože jejich jediným dopravním prostředkem jsou dvě jízdní kola. Společně si užívají volnosti v době prázdnin; chlapec přemítá, že začne psát román, neví však, jak začít. Jeho otec se pokouší psát kuchařskou knihu. Později na dluh koupí ojetý automobil a vydávají se společně na výlet do San Francisca a Půlměsíční zátoky. Navštíví mimo jiné otcovu sestru a obdivují se lodím v sanfranciském přístavu. Cestu si krátí hrami se slovy a debatují o tom, jak se píšou knihy.
Po návratu prázdniny končí a chlapec začíná chodit do nové školy. Otec se pokouší prodat nějaké knihy, které napsal, a vymýšlí nové recepty do své kuchařské knihy. Na Vánoce se pak oba nakrátko vrací za chlapcovou matkou a sestrou, kde otec potkává své bývalé přátele. Nový rok prožívají už opět sami dva. Otci se brzy naskytuje možnost vydělat peníze napsáním divadelní hry, hledá však teprve její námět. Navzdory tomu cítí, že literární tvorba je jeho posláním a i chlapec se rozhoduje stát spisovatelem. Pro jeho otce je to nejsilnější okamžik jeho života.

## České vydání
Tati, tobě přeskočilo, vydalo nakl. Tok, Praha 1996, přel. Zdeněk Urbánek, ISBN 80-902008-2-6